# أوتو هكسيل
أوتو هكسيل (بالألمانية: Otto Haxel)‏‏ (2 أبريل 1909 في نوي-أولم - 26 فبراير 1998 في هايدلبرغ) فيزيائي، وعالم نووي من ألمانيا.